# 吳過
吳過（？—？），字檢之，號容堂，河南汝寧府汝陽縣人，民籍，明朝政治人物。同進士出身。

## 生平
嘉靖十九年（1540年）庚子科河南鄉試第三十名舉人。嘉靖三十二年（1553年）中式癸丑科會試第三百八十七名，三甲第二百八十一名進士。吏部观政，初授行人，三十六年十月考选，授浙江道試監察御史，三十八年四月實授。升陕西鳳翔府知府。

## 家族
曾祖吳曇；祖父吳聰；父吳鉞，母孫氏。